# Willem Bloys van Treslong

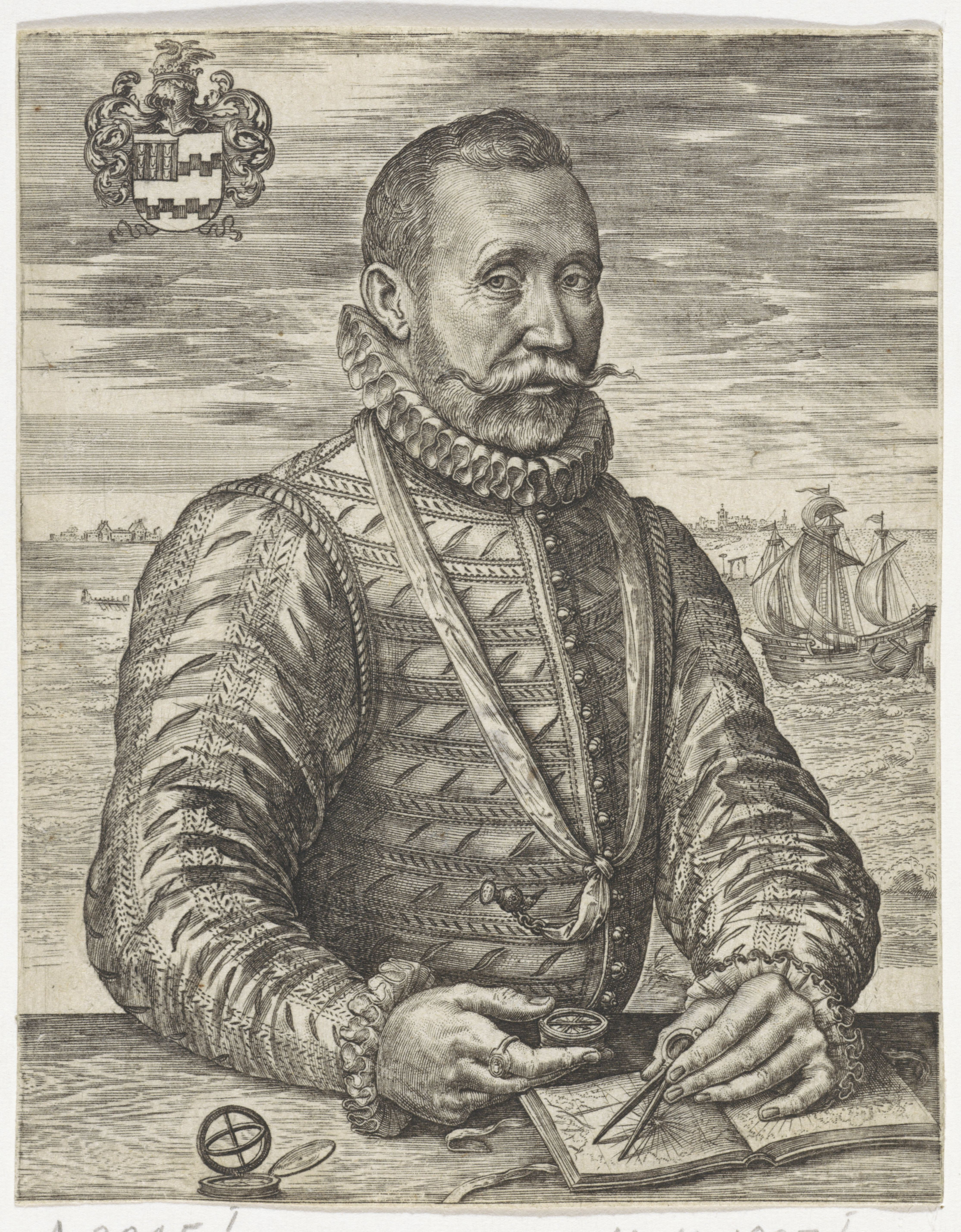
Willem Bloys van Treslong

Willem Bloys van Treslong (Den Briel, 1529 – nabij Leiden, 17 juli 1594) was een edelman uit de Zuidelijke Nederlanden. Hij werd vooral bekend als een van de aanvoerders van de watergeuzen die op 1 april 1572 Den Briel innamen.

## Leven
De familie Bloys van Treslong bezat heerlijkheden in Vlaanderen, Henegouwen en Holland. De vader van Willem Bloys van Treslong was baljuw van Voorne. 
In 1558 komt Willem Bloys van Treslong voor op de loonlijst van de Spaanse vloot, maar een decennium later schaart hij zich achter de hoge edelen die weigeren de eed van trouw aan landvoogdes Margaretha van Parma te ondertekenen. Hij had zich aangesloten bij het Eedverbond der Edelen en zijn handtekening gezet onder het eerste Smeekschrift, dat op 5 april 1566 aan de landvoogdes werd overhandigd. Op 8 april 1567 was hij degene die haar het derde smeekschrift aanbood, omdat ze de poorten sloot voor Hendrik van Brederode.
In 1568 vecht hij mee in de Slag bij Heiligerlee, nadat de hertog van Alva Jan Bloys van Treslong, de broer van Willem, heeft laten terechtstellen. Willem van Oranje verschaft Bloys van Treslong een kaperscommissie waarna deze aanvankelijk twee schepen uitrust, elk met zo'n 25 bemanningsleden. In 1571 plundert Bloys van Treslongs' luitenant Cornelis Roobol Schellingwoude en in datzelfde jaar sluit Bloys van Treslong zich met zeven schepen aan bij de watergeuzen. 
Begin maart 1572 raakt Bloys van Treslong met zijn vloot vastgevroren bij Wieringen en worden zij belaagd door vier Spaanse compagnieën. Nadat de watergeuzen enkele boerderijen in de omgeving hebben geplunderd weten Bloys van Treslong en zijn manschappen slechts met de grootste moeite te ontsnappen aan de Wieringers en de Spaanse soldaten. 
Bloys van Treslong verloor hierbij zijn zwaard, dat tot op de dag van vandaag in de Michaëlskerk in Oosterland hangt. 
Na deze benauwde ontsnapping vaart Bloys van Treslong zuidwaarts en sluit zich aan bij admiraal Lumey en andere watergeuzen. De geuzenvloot wil slag leveren met de Spaanse vloot, maar die is in geen velden of wegen te bekennen. Lumey en Bloys van Treslong besluiten vervolgens dat er dan maar een stad moet worden ingenomen.
De wind drijft de geuzenvloot eind maart 1572 in de richting van Den Briel, waar de Brielse veerman Jan Koppestok de watergeuzen meedeelt dat Den Briel niet beschermd wordt door een Spaans garnizoen. Bloys van Treslong geeft Koppestok een afdruk van zijn zegelring mee, hopende als Briellenaar zo het stadsbestuur van Den Briel over te halen de stad over te geven aan de watergeuzen. De opzet mislukt. Burgemeesters Nikker en Koekebakker laten het ultimatum verlopen en de geuzen zetten op 1 april 1572 de aanval in. Na een korte schermutseling nemen ze de stad in, waarna de huizen van de katholieke inwoners worden geplunderd. Bloys van Treslong weet Lumey te overtuigen Den Briel te behouden voor de prins. Den Briel werd zo de eerste bevrijde stad in de Nederlanden. Nog in 1572 weet Bloys van Treslong Veere, Steenbergen en (geweldloos) Vlissingen te veroveren. 
In 1573 wordt Bloys van Treslong benoemd tot Admiraal van Holland, gevolgd door de benoeming tot Admiraal van Zeeland in 1576. Na een conflict over de te volgen strategie voor het ontzet van Antwerpen raakt hij in 1585 uit de gratie en belandt zelfs in het gevang, in het Gravensteen in Middelburg. Otto van Egmond sprong voor zijn schoonzoon in de bres en wist hem met behulp van de Staten-Generaal weer vrij te krijgen. Zijn laatste jaren brengt hij in relatieve rust door als baljuw van Voorne en groot-valkenier van Holland.

## Stamboom
| Lodewijk Blois van Treslong (1410–1470) | Lodewijk Blois van Treslong (1410–1470) | Lodewijk Blois van Treslong (1410–1470) | Lodewijk Blois van Treslong (1410–1470) | Lodewijk Blois van Treslong (1410–1470) | Lodewijk Blois van Treslong (1410–1470) |  |  | Maria van Haamstede (1420–1489)      | Maria van Haamstede (1420–1489)      | Maria van Haamstede (1420–1489)      | Maria van Haamstede (1420–1489)      | Maria van Haamstede (1420–1489)      | Maria van Haamstede (1420–1489)      |                                   |                                   | Jan Oem van Wijngaarden (1425–)   | Jan Oem van Wijngaarden (1425–)   | Jan Oem van Wijngaarden (1425–)       | Jan Oem van Wijngaarden (1425–)       | Jan Oem van Wijngaarden (1425–)       | Jan Oem van Wijngaarden (1425–)       |                                       |                                       | Catharina van Egmond (1435–)    | Catharina van Egmond (1435–)    | Catharina van Egmond (1435–)    | Catharina van Egmond (1435–)    | Catharina van Egmond (1435–)    | Catharina van Egmond (1435–)    |                                       |                                       | Philips Ruychrock van de Werve (1424–1501) | Philips Ruychrock van de Werve (1424–1501) | Philips Ruychrock van de Werve (1424–1501) | Philips Ruychrock van de Werve (1424–1501) | Philips Ruychrock van de Werve (1424–1501) | Philips Ruychrock van de Werve (1424–1501) |       |       | Janna van Beieren van Schagen (1435–) | Janna van Beieren van Schagen (1435–) | Janna van Beieren van Schagen (1435–) | Janna van Beieren van Schagen (1435–) | Janna van Beieren van Schagen (1435–) | Janna van Beieren van Schagen (1435–) |  |  |  |  |                                      |                                      |                                      |                                      |                                      |                                      |
| Lodewijk Blois van Treslong (1410–1470) | Lodewijk Blois van Treslong (1410–1470) | Lodewijk Blois van Treslong (1410–1470) | Lodewijk Blois van Treslong (1410–1470) | Lodewijk Blois van Treslong (1410–1470) | Lodewijk Blois van Treslong (1410–1470) |  |  | Maria van Haamstede (1420–1489)      | Maria van Haamstede (1420–1489)      | Maria van Haamstede (1420–1489)      | Maria van Haamstede (1420–1489)      | Maria van Haamstede (1420–1489)      | Maria van Haamstede (1420–1489)      |                                   |                                   | Jan Oem van Wijngaarden (1425–)   | Jan Oem van Wijngaarden (1425–)   | Jan Oem van Wijngaarden (1425–)       | Jan Oem van Wijngaarden (1425–)       | Jan Oem van Wijngaarden (1425–)       | Jan Oem van Wijngaarden (1425–)       |                                       |                                       | Catharina van Egmond (1435–)    | Catharina van Egmond (1435–)    | Catharina van Egmond (1435–)    | Catharina van Egmond (1435–)    | Catharina van Egmond (1435–)    | Catharina van Egmond (1435–)    |                                       |                                       | Philips Ruychrock van de Werve (1424–1501) | Philips Ruychrock van de Werve (1424–1501) | Philips Ruychrock van de Werve (1424–1501) | Philips Ruychrock van de Werve (1424–1501) | Philips Ruychrock van de Werve (1424–1501) | Philips Ruychrock van de Werve (1424–1501) |       |       | Janna van Beieren van Schagen (1435–) | Janna van Beieren van Schagen (1435–) | Janna van Beieren van Schagen (1435–) | Janna van Beieren van Schagen (1435–) | Janna van Beieren van Schagen (1435–) | Janna van Beieren van Schagen (1435–) |  |  |  |  |                                      |                                      |                                      |                                      |                                      |                                      |
|                                         |                                         |                                         |                                         |                                         |                                         |  |  |                                      |                                      |                                      |                                      |                                      |                                      |                                   |                                   |                                   |                                   |                                       |                                       |                                       |                                       |                                       |                                       |                                 |                                 |                                 |                                 |                                 |                                 |                                       |                                       |                                            |                                            |                                            |                                            |                                            |                                            |       |       |                                       |                                       |                                       |                                       |                                       |                                       |  |  |  |  |                                      |                                      |                                      |                                      |                                      |                                      |
|                                         |                                         |                                         |                                         |                                         |                                         |  |  |                                      |                                      |                                      |                                      |                                      |                                      |                                   |                                   |                                   |                                   |                                       |                                       |                                       |                                       |                                       |                                       |                                 |                                 |                                 |                                 |                                 |                                 |                                       |                                       |                                            |                                            |                                            |                                            |                                            |                                            |       |       |                                       |                                       |                                       |                                       |                                       |                                       |  |  |  |  |                                      |                                      |                                      |                                      |                                      |                                      |
| Adriaan van Egmond van Kenenburg        | Adriaan van Egmond van Kenenburg        | Adriaan van Egmond van Kenenburg        | Adriaan van Egmond van Kenenburg        | Adriaan van Egmond van Kenenburg        | Adriaan van Egmond van Kenenburg        |  |  | Johan Blois van Treslong (1445–1517) | Johan Blois van Treslong (1445–1517) | Johan Blois van Treslong (1445–1517) | Johan Blois van Treslong (1445–1517) | Johan Blois van Treslong (1445–1517) | Johan Blois van Treslong (1445–1517) |                                   |                                   | Stevina Willems van Bouchorst     | Stevina Willems van Bouchorst     | Stevina Willems van Bouchorst         | Stevina Willems van Bouchorst         | Stevina Willems van Bouchorst         | Stevina Willems van Bouchorst         |                                       |                                       | Willem Janz Oem van Wijngaarden | Willem Janz Oem van Wijngaarden | Willem Janz Oem van Wijngaarden | Willem Janz Oem van Wijngaarden | Willem Janz Oem van Wijngaarden | Willem Janz Oem van Wijngaarden |                                       |                                       |                                            |                                            |                                            |                                            | Maria                                      | Maria                                      | Maria | Maria | Maria                                 | Maria                                 |                                       |                                       |                                       |                                       |  |  |  |  | Maria Ruychrock van de Werve (–1520) | Maria Ruychrock van de Werve (–1520) | Maria Ruychrock van de Werve (–1520) | Maria Ruychrock van de Werve (–1520) | Maria Ruychrock van de Werve (–1520) | Maria Ruychrock van de Werve (–1520) |
| Adriaan van Egmond van Kenenburg        | Adriaan van Egmond van Kenenburg        | Adriaan van Egmond van Kenenburg        | Adriaan van Egmond van Kenenburg        | Adriaan van Egmond van Kenenburg        | Adriaan van Egmond van Kenenburg        |  |  | Johan Blois van Treslong (1445–1517) | Johan Blois van Treslong (1445–1517) | Johan Blois van Treslong (1445–1517) | Johan Blois van Treslong (1445–1517) | Johan Blois van Treslong (1445–1517) | Johan Blois van Treslong (1445–1517) |                                   |                                   | Stevina Willems van Bouchorst     | Stevina Willems van Bouchorst     | Stevina Willems van Bouchorst         | Stevina Willems van Bouchorst         | Stevina Willems van Bouchorst         | Stevina Willems van Bouchorst         |                                       |                                       | Willem Janz Oem van Wijngaarden | Willem Janz Oem van Wijngaarden | Willem Janz Oem van Wijngaarden | Willem Janz Oem van Wijngaarden | Willem Janz Oem van Wijngaarden | Willem Janz Oem van Wijngaarden |                                       |                                       |                                            |                                            |                                            |                                            | Maria                                      | Maria                                      | Maria | Maria | Maria                                 | Maria                                 |                                       |                                       |                                       |                                       |  |  |  |  | Maria Ruychrock van de Werve (–1520) | Maria Ruychrock van de Werve (–1520) | Maria Ruychrock van de Werve (–1520) | Maria Ruychrock van de Werve (–1520) | Maria Ruychrock van de Werve (–1520) | Maria Ruychrock van de Werve (–1520) |
|                                         |                                         |                                         |                                         |                                         |                                         |  |  |                                      |                                      |                                      |                                      |                                      |                                      |                                   |                                   |                                   |                                   |                                       |                                       |                                       |                                       |                                       |                                       |                                 |                                 |                                 |                                 |                                 |                                 |                                       |                                       |                                            |                                            |                                            |                                            |                                            |                                            |       |       |                                       |                                       |                                       |                                       |                                       |                                       |  |  |  |  |                                      |                                      |                                      |                                      |                                      |                                      |
| Otto van Egmond (1522-1586)             | Otto van Egmond (1522-1586)             | Otto van Egmond (1522-1586)             | Otto van Egmond (1522-1586)             | Otto van Egmond (1522-1586)             | Otto van Egmond (1522-1586)             |  |  |                                      |                                      |                                      |                                      | Jasper Blois van Treslong (1490–)    | Jasper Blois van Treslong (1490–)    | Jasper Blois van Treslong (1490–) | Jasper Blois van Treslong (1490–) | Jasper Blois van Treslong (1490–) | Jasper Blois van Treslong (1490–) |                                       |                                       |                                       |                                       |                                       |                                       |                                 |                                 |                                 |                                 |                                 |                                 | Catherina Oem van Wijngaarden (1495-) | Catherina Oem van Wijngaarden (1495-) | Catherina Oem van Wijngaarden (1495-)      | Catherina Oem van Wijngaarden (1495-)      | Catherina Oem van Wijngaarden (1495-)      | Catherina Oem van Wijngaarden (1495-)      |                                            |                                            |       |       |                                       |                                       |                                       |                                       |                                       |                                       |  |  |  |  |                                      |                                      |                                      |                                      |                                      |                                      |
| Otto van Egmond (1522-1586)             | Otto van Egmond (1522-1586)             | Otto van Egmond (1522-1586)             | Otto van Egmond (1522-1586)             | Otto van Egmond (1522-1586)             | Otto van Egmond (1522-1586)             |  |  |                                      |                                      |                                      |                                      | Jasper Blois van Treslong (1490–)    | Jasper Blois van Treslong (1490–)    | Jasper Blois van Treslong (1490–) | Jasper Blois van Treslong (1490–) | Jasper Blois van Treslong (1490–) | Jasper Blois van Treslong (1490–) |                                       |                                       |                                       |                                       |                                       |                                       |                                 |                                 |                                 |                                 |                                 |                                 | Catherina Oem van Wijngaarden (1495-) | Catherina Oem van Wijngaarden (1495-) | Catherina Oem van Wijngaarden (1495-)      | Catherina Oem van Wijngaarden (1495-)      | Catherina Oem van Wijngaarden (1495-)      | Catherina Oem van Wijngaarden (1495-)      |                                            |                                            |       |       |                                       |                                       |                                       |                                       |                                       |                                       |  |  |  |  |                                      |                                      |                                      |                                      |                                      |                                      |
|                                         |                                         |                                         |                                         |                                         |                                         |  |  |                                      |                                      |                                      |                                      |                                      |                                      |                                   |                                   |                                   |                                   |                                       |                                       |                                       |                                       |                                       |                                       |                                 |                                 |                                 |                                 |                                 |                                 |                                       |                                       |                                            |                                            |                                            |                                            |                                            |                                            |       |       |                                       |                                       |                                       |                                       |                                       |                                       |  |  |  |  |                                      |                                      |                                      |                                      |                                      |                                      |
| Adriana van Egmond (ca. 1540-1587)      | Adriana van Egmond (ca. 1540-1587)      | Adriana van Egmond (ca. 1540-1587)      | Adriana van Egmond (ca. 1540-1587)      | Adriana van Egmond (ca. 1540-1587)      | Adriana van Egmond (ca. 1540-1587)      |  |  |                                      |                                      |                                      |                                      |                                      |                                      |                                   |                                   |                                   |                                   | Willem Bloys van Treslong (1529–1594) | Willem Bloys van Treslong (1529–1594) | Willem Bloys van Treslong (1529–1594) | Willem Bloys van Treslong (1529–1594) | Willem Bloys van Treslong (1529–1594) | Willem Bloys van Treslong (1529–1594) |                                 |                                 |                                 |                                 |                                 |                                 |                                       |                                       | Wilhelmina Kaarl                           | Wilhelmina Kaarl                           | Wilhelmina Kaarl                           | Wilhelmina Kaarl                           | Wilhelmina Kaarl                           | Wilhelmina Kaarl                           |       |       |                                       |                                       |                                       |                                       |                                       |                                       |  |  |  |  |                                      |                                      |                                      |                                      |                                      |                                      |
| Adriana van Egmond (ca. 1540-1587)      | Adriana van Egmond (ca. 1540-1587)      | Adriana van Egmond (ca. 1540-1587)      | Adriana van Egmond (ca. 1540-1587)      | Adriana van Egmond (ca. 1540-1587)      | Adriana van Egmond (ca. 1540-1587)      |  |  |                                      |                                      |                                      |                                      |                                      |                                      |                                   |                                   |                                   |                                   | Willem Bloys van Treslong (1529–1594) | Willem Bloys van Treslong (1529–1594) | Willem Bloys van Treslong (1529–1594) | Willem Bloys van Treslong (1529–1594) | Willem Bloys van Treslong (1529–1594) | Willem Bloys van Treslong (1529–1594) |                                 |                                 |                                 |                                 |                                 |                                 |                                       |                                       | Wilhelmina Kaarl                           | Wilhelmina Kaarl                           | Wilhelmina Kaarl                           | Wilhelmina Kaarl                           | Wilhelmina Kaarl                           | Wilhelmina Kaarl                           |       |       |                                       |                                       |                                       |                                       |                                       |                                       |  |  |  |  |                                      |                                      |                                      |                                      |                                      |                                      |
|                                         |                                         |                                         |                                         |                                         |                                         |  |  |                                      |                                      |                                      |                                      |                                      |                                      |                                   |                                   |                                   |                                   |                                       |                                       |                                       |                                       |                                       |                                       |                                 |                                 |                                 |                                 |                                 |                                 |                                       |                                       |                                            |                                            |                                            |                                            |                                            |                                            |       |       |                                       |                                       |                                       |                                       |                                       |                                       |  |  |  |  |                                      |                                      |                                      |                                      |                                      |                                      |
|                                         |                                         |                                         |                                         |                                         |                                         |  |  | Jasper                               |                                      |                                      |                                      |                                      |                                      |                                   |                                   |                                   |                                   |                                       |                                       |                                       |                                       |                                       |                                       |                                 |                                 |                                 |                                 |                                 |                                 |                                       |                                       |                                            |                                            |                                            |                                            |                                            |                                            |       |       |                                       |                                       |                                       |                                       |                                       |                                       |  |  |  |  |                                      |                                      |                                      |                                      |                                      |                                      |

## Eerbetoon
Bij de Nederlandse marine voer tussen 1982 en 2003 een schip genoemd naar Van Treslong: Hr. Ms. Bloys van Treslong.

## Voetnoten
1. ↑  Albertus van Hulzen, De Grote Geus en het falende Driemanschap, 1995, p. 94

- Biografisch Portaal: 40994182
- Gemeinsame Normdatei: 139264744
- International Standard Name Identifier: 0000 0003 9409 6367
- Nederlandse Thesaurus van Auteursnamen: 273416685
- Virtual International Authority File: 288541898
- WorldCat: E39PBJdWX3vrVwccF7h8hvrrMP